# Melodic death metal
Melodic death metal – podgatunek death metalu. Odznacza się większą liczbą melodyjnych riffów i gitarowych solówek, rzadko na gitarach akustycznych, pojawia się również „czysty wokal” (tradycyjny śpiew) zamiast growlu. Death i Morbid Angel, często uważani za „ojców chrzestnych” death metalu, mają pierwszorzędny wpływ na gatunek oraz jego prekursorów At the Gates i Carcass (na albumie Heartwork). Często również uznaje się za taki album North From Here wydany w 1993 przez Sentenced.
Melodic death, choć wywodzi się z tych samych rejonów geograficznych, co black metal, rzadko porusza się w tematycznych kręgach takich jak satanizm czy upadek chrześcijaństwa, porusza tematy bardziej poetyckie i bardziej różnorodne. Tradycyjnie, przekaz melodyjnego death metalu jest bardziej ekspresjonistyczny.
Szczególnie ważnym elementem melodic death jest „styl göteborski” (tj. wywodzący się z Göteborgu). Nie jest do końca pewne, który zespół zapoczątkował ten styl, ale powszechnie przyjmuje się, że były to At the Gates, Children of Bodom, In Flames i Dark Tranquillity, i że są to zarazem główni popularyzatorzy stylu oraz jedyni jego szeroko znani wykonawcy wraz z Arch Enemy, Soilwork, The Agonist i The Haunted, którzy jednak tworzą w tym stylu stosunkowo krótko.